# Rok Vilčnik
Rok Vilčnik (psevdonim rokgre), slovenski pisatelj, pesnik, dramatik, režiser, scenarist, dramaturg in kostumograf, * 18. april 1968, Maribor.
Vilčnik je leta 1998 je diplomiral z diplomsko nalogo Avtorski pristop k povezovanju književnosti in likovne umetnosti: Vesoljne pravljice. Že v času študija je začel delovati kot svobodni umetnik in se s pisateljevanjem in dramatiko ukvarja vse do danes.
Znan je kot idejni vodja in avtor besedil glasbenih skupin Patetico, Papir in Pliš, piše pa tudi besedila za Neisho, Bilbi in Severo Gjurin. Ustanovil je tudi glasbeno skupino Simpatico, za katero piše besedila in v njej nastopa kot pevec.

## Nagrade
- Grumova nagrada (2000, 2008 in 2016)
- Žlahtno komedijsko pero (2004 in 2020)
- Glazerjeva listina (2014)

### Poezija
- Sanje: zbirka pesmi (1994)
- Pogrešanke: zbirka pesmi (2004) (COBISS)
- Zdravilo za Ano: zbirka pesmi (2015) (COBISS)
- Šrapneli: poetični logaritmi (2021) (COBISS)

### Proza
- Mali ali kdo si je živlenje zmislo? : roman (2001) (COBISS)
- Vesoljne pravljice: zbirka pravljic (2003) (COBISS)
- Deset let razmišljanja: roman (2005) (COBISS)
- Človek s pogledom: roman (2016) (COBISS)
- Sveti gozd: roman (2022) (COBISS)

### Dramatika

#### Knjižne izdaje dramskih del
- Čombo – sončni kralj: lutkovna igra (2001) (COBISS)
- Kleščar: monodrama (2003) (COBISS)
- Babica marmelada: lutkovna igra (2006) (COBISS)
- Ameriška trilogija: zbirka dram (2013) (COBISS)
- Vsakomur nekaj manjka: otroška gledališka igra (2018) (COBISS)
- Drame: Tarzan, Ljudski demokratični cirkus Sakešvili, Naše gledališče (2019) (COBISS)

#### Uprizorjene gledališke igre
- Zvezda: atmosferska drama (1998)
- Kleščar (Dule Vaupotič): monodrama (1999)
- To: drama (1999)
- Leticija in Silvester: drama (2001)
- Mravljinčar ali Gozd rdečih sadežev: drama (2001)
- Enajsto čudo: drama (2002)
- Zvezda II: atmosferska drama (2002)
- Blok: drama (2003)
- Milan: drama (2003)
- Pavlek: monodrama (2004)
- Ljubezen v času pouka: mladinska drama (2004)
- Znižano, znižano! Kupite, kupite!: komedija (prir.) (2004)
- Othella: znanstvenofantastični mjuzikl (2005)
- Kokolorek: gledališka risanka (2006)
- Sirup sreče: mali krošnjarski kabaret (2006)
- O čem govorimo, kadar govorimo o ljubezni: kabaret (2006)
- Micka: komedija (prir.) (2006)
- La strada: drama (prir.) (2007)
- Bonton: komedija o obnašanju (2008)
- Smeti na luni: drama (2008)
- Pika, kje je tvoja nogavica: monodrama (2009)
- Dan žena: burkaški kabaret (2009)
- Učitelj: monodrama (2009)
- Nevarno razmerje: virtualna komedija (2010)
- Maribor safari tour: gledališko-turistična pustolovščina (2012)
- Razstava src: tragedija (2012)
- Impulz: avdiovizualni rekviem (2012)
- Samohranilec: monodrama (2013)
- Mulc vas gleda: monokomedija (2014)
- Spake: lutkovni mjuzikl (2014)
- Mali priročnik biznisa: celovečerna monokomedija (2014)
- Poslušaš srce ali glasbo? : mladinska drama (2015)
- Tarzan: eksotična drama (2016)
- Ljudski demokratični cirkus Sakešvili (2017)
- Učinek kobilice: melodrama (2017)
- Gušto gre na romanje: monokomedija (2018)
- Tako ti je, mala: stand up muzikal (2019)
- Večja od vseh: monodrama (2020)
- Pošta: drama (2020)
- Pravi heroji: komedija (2021)

#### Scenariji za TV oddaje
- Naša mala klinika
- Za zadnjim vogalom
- Lepo je biti sosed
- Trdoglavci
- Ena žlahtna štorija (dialogi)
- Srečo kuha cmok
- Gorske sanje (dialogi)
- Črni Peter
- Ja, Chef! (priredba)